# Benjamin Thorpe
Benjamin Thorpe est un philologue anglais né en 1782 et mort le 19 juillet 1870. Son domaine de spécialité est le vieil anglais et les langues germaniques en général. Il est responsable de l'édition de nombreux textes de l'époque anglo-saxonne.

## Biographie
Les origines de Benjamin Thorpe sont inconnues. On sait qu'il part au Danemark vers 1826 pour étudier la philologie germanique à l'université de Copenhague auprès de Rasmus Rask. Il y reste pendant quatre ans. Durant cette période, il se marie avec Mary Anne Otté, une Anglaise dont le mari danois est mort dans les Indes occidentales danoises en 1820. Sa fille Elise Otté (en), née en 1818, devient l'élève de Thorpe, et connaît très vite suffisamment d'islandais et de vieil anglais pour lui servir d'assistante dans ses travaux,.
Thorpe rentre en Angleterre en 1830 avec sa femme et sa belle-fille. La même année paraît sa traduction en anglais de la grammaire du vieil anglais de Rask. Deux ans plus tard, en 1832, il publie une édition des poèmes du manuscrit Junius. C'est la première d'une longue série de publications. Jusqu'à sa mort, quarante ans plus tard, Thorpe édite et traduit une grande partie de la littérature vieil-anglaise encore en existence, dont Beowulf, les poèmes du Livre d'Exeter, les homélies d'Ælfric, l'Apollonios de Tyr en prose et plusieurs versions de la Chronique anglo-saxonne. Il est également l'auteur d'une traduction de l'Edda poétique et des chroniques de Florence de Worcester, ainsi que des livres de Johann Martin Lappenberg (en) sur l'histoire des Anglo-Saxons.
Les travaux de Thorpe s'inscrivent dans une période où l'étude du vieil anglais est principalement le fait de chercheurs allemands ou danois. Son seul contemporain britannique d'importance est John Mitchell Kemble. Il termine sa vie à Chiswick.

## Quelques œuvres éditées ou traduites par Benjamin Thorpe
- 1830 : A Grammar of the Anglo-Saxon Tongue de Rasmus Rask
- 1832 : Cædmon's metrical paraphrase of parts of the holy scriptures in Anglo-Saxon
- 1834 : The Anglo-Saxon version of the story of Apollonius of Tyre
- 1834 : Analecta Anglo-Saxonica
- 1835 : Libri psalmorum versio antiqua Latina; cum paraphrasi Anglo-Saxonica
- 1840 : Ancient Laws and Institutes of England
- 1842 : The Holy Gospels in Anglo-Saxon
- 1842 : Codex Exoniensis: a Collection of Anglo-Saxon Poetry
- 1843-1846 : The Homilies of the Anglo-Saxon Church
- 1845 : A History of England under the Anglo-Saxon Kings de Johann Martin Lappenberg (en)
- 1848-1849 : Florentii Wigorniensis monachi Chronicon ex chronicis ab adventu Hengesti
- 1851 : Northern Mythology … from Original and other Sources
- 1853 : Yule Tide Stories: a Collection of Scandinavian and North German Popular Tales and Traditions
- 1854 : The Life of Alfred the Great de Reinhold Pauli (en)
- 1855 : The Anglo-Saxon Poems of Beowulf
- 1857 : A History of England under the Norman Kings de Johann Martin Lappenberg (en)
- 1861 : The Anglo-Saxon Chronicle, According to the Several Authorities
- 1865 : Diplomatarium Anglicum aevi Saxonici
- 1866 : Edda Sæmundar hinns frôða